# Ilanz (krets)
Kreiz Ilanz (tyska), circul da la Foppa (standardrätoromanska) eller cumin dalla Foppa (sursilvansk rätoromanska) är en krets i distriktet Surselva i den schweiziska kantonen Graubünden.
Det tyska namnet på kretsen är taget efter staden Ilanz (rätoromanska: Glion) som är dess huvudort. Det rätoromanska namnet är detsamma som bygdenamnet Foppa (tyska: Gruob) som avser hela området.
Traditionellt har det förhärskande språket i området varit sursilvansk rätoromanska, frånsett staden Ilanz som alltid har haft en stor andel tyskspråkiga invånare. Mot slutet av 1900-talet ökade den tyskspråkiga andelen kraftigt och utgjorde år 2000 halva befolkningen, jämfört med en fjärdedel år 1950. Det beror till viss del på en minskad rätoromanskspråkig befolkning, men framför allt på en starkt ökad tyskspråkig befolkning, i såväl Ilanz som i byarna runtomkring.
Vid reformationen antogs den reformerta läran i många av områdets församlingar: Samtliga församlingar söder om floden Vorderrhein, utom Sevgein och Surcuolm, samt i Schnaus på norra sidan. Sagogn blev konfessionellt delad, medan övriga bibehöll den katolska ordningen. Denna fördelning gäller än idag i respektive kyrka, även om befolkningen i församlingarna har blivit mer konfessionellt blandad som en följd av om- och inflyttning.

## Indelning
| Vapen       | Kommun      | Invånare (2013) | Yta i km² | Kommunkod |
| ----------- | ----------- | --------------- | --------- | --------- |
| Falera      | Falera      | 594             | 22,35     | 3572      |
| Ilanz/Glion | Ilanz/Glion | 4 620           | 133,43    | 3619      |
| Laax        | Laax        | 1 506           | 31,68     | 3575      |
| Mundaun     | Mundaun     | 307             | 8,59      | 3617      |
| Sagogn      | Sagogn      | 673             | 6,95      | 3581      |
| Schluein    | Schluein    | 590             | 4,81      | 3582      |